# SULT2B1
SULT2B1 (англ. Sulfotransferase family 2B member 1) – білок, який кодується однойменним геном, розташованим у людей на короткому плечі 19-ї хромосоми. Довжина поліпептидного ланцюга білка становить 365 амінокислот, а молекулярна маса — 41 308.
| 10         |  | 20         |  | 30         |  | 40         |  | 50         |
| ---------- |  | ---------- |  | ---------- |  | ---------- |  | ---------- |
| MDGPAEPQIP |  | GLWDTYEDDI |  | SEISQKLPGE |  | YFRYKGVPFP |  | VGLYSLESIS |
| LAENTQDVRD |  | DDIFIITYPK |  | SGTTWMIEII |  | CLILKEGDPS |  | WIRSVPIWER |
| APWCETIVGA |  | FSLPDQYSPR |  | LMSSHLPIQI |  | FTKAFFSSKA |  | KVIYMGRNPR |
| DVVVSLYHYS |  | KIAGQLKDPG |  | TPDQFLRDFL |  | KGEVQFGSWF |  | DHIKGWLRMK |
| GKDNFLFITY |  | EELQQDLQGS |  | VERICGFLGR |  | PLGKEALGSV |  | VAHSTFSAMK |
| ANTMSNYTLL |  | PPSLLDHRRG |  | AFLRKGVCGD |  | WKNHFTVAQS |  | EAFDRAYRKQ |
| MRGMPTFPWD |  | EDPEEDGSPD |  | PEPSPEPEPK |  | PSLEPNTSLE |  | REPRPNSSPS |
| PSPGQASETP |  | HPRPS      |  |            |  |            |  |            |

A: Аланін

C: Цистеїн

D: Аспарагінова кислота

E: Глутамінова кислота

F: Фенілаланін

G: Гліцин

H: Гістидин

I: Ізолейцин

K: Лізин

L: Лейцин

M: Метіонін

N: Аспарагін

P: Пролін

Q: Глутамін

R: Аргінін

S: Серин

T: Треонін

V: Валін

W: Триптофан

Кодований геном білок за функціями належить до трансфераз, фосфопротеїнів. 
Задіяний у таких біологічних процесах, як метаболізм ліпідів, метаболізм стероїдів, альтернативний сплайсинг. 
Локалізований у цитоплазмі, ядрі, ендоплазматичному ретикулумі, мікросомах.